# USS LST-942
O USS LST-942 foi um navio de guerra norte-americano da classe LST que operou durante a Segunda Guerra Mundial.